# Dawes Point, New South Wales
Dawes Point este o suburbie în Sydney, Australia.